# 行政中心複合都市建設庁
行政中心複合都市建設庁（ぎょうせいちゅうしんふくごうとしけんせつちょう MACCA, Multifunctional Administrative City Construction Agency）は、大韓民国における国土交通部傘下の国家政府機関。

## 設置根拠と所管事務

### 設置根拠
- 「新行政首都後続対策の為の燕岐・公州地域行政中心複合都市建設の為の特別法」第38条第1項

### 所管事務
- 行政中心複合都市建設事業の総括・調整
- 予定地域内における許可業務及び建築事務
- 予定地域・周辺地域に対する都市計画立案
- 周辺地域支援事業計画の立案
- 開発計画の立案及び実施計画の承認
- 造成地供給計画の承認
- 前受金の承認
- 竣工検査
- 行政中心複合都市建設特別会計の管理運用
- 行政中心複合都市建設推進委員会の事務支援等に関する事務

## 沿革
- 2005年4月7日 - 大統領直属の行政中心複合都市建設推進委員会が発足。
- 2006年1月1日 - 建設交通部の外庁となる。
- 2007年7月20日 - 世宗特別自治市の起工式が開催される。
- 2008年2月29日 - 政府組織法の全面改正により国土海洋部の外庁となる。行政中心複合都市建設推進委員会も国土海洋部に所属。
- 2015年1月6日 - ソウル事務所を廃止。

## 組織

### 庁長
代弁人室

### 次長
- 運営支援課

企画調整官室
- 企画財政担当官室
- 革新行政担当官室

都市計画局
- 都市政策課
- 都市成長促進課
- 都市空間建築課
- スマート都市チーム

基盤施設局
- 事業管理総括課
- 交通計画課
- 広域道路課
- グリーンエネルギー課

公共建築推進団
- 公共庁舎企画課
- 公共施設建設課